# Ісаєво (Казахстан)
Іса́єво (каз. Исаево) — село у складі Карасайського району Алматинської області Казахстану. Входить до складу Єльтайського сільського округу.
Населення — 3681 особа (2021; 717 у 2009, 713 у 1999, 625 у 1989).